# Zeichen des Unheils

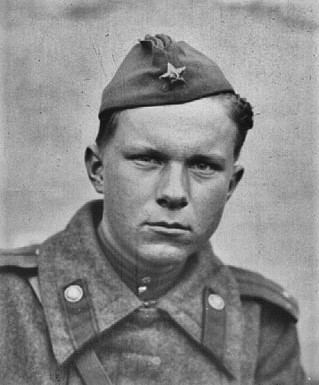
Wassil Bykau im Jahr 1944

Zeichen des Unheils (belarussisch Знак бяды Snak bjady, russisch Знак беды Snak bedy) ist ein Roman des belarussischen Schriftstellers Wassil Bykau, der 1982 entstand und 1984 vom Autor ins Russische übertragen wurde. Der Text wurde 1985 im Heft 2 der zweimal im Monat in Moskau erscheinenden Roman-Zeitung abgedruckt.
1986 erhielt Wassil Bykau für seinen Roman zum Thema Vernichtungskrieg gegen die Sowjetunion den Leninpreis. Im selben Jahr brachte Belarusfilm den gleichnamigen Spielfilm von Michail Ptaschuk mit Nina Ruslanowa als Szepanida und Gennadi Garbuk als Pjatrok in die Kinos.

## Inhalt
Vorgeschichte
Die ledige Szepanida hatte sich bei dem begüterten Bauern Adolf Jachimouski abseits der Ortschaft Slabadskija Wysselki im Orschaer Umland bereits vor der Revolution als Magd verdingt und sechs Jahre auf dem Jachimouski-Hof geschuftet. Aus einer Ehe Szepanidas mit dem geschickten Karnila, einem maulfaulen Handwerker aus Wysselki, war nichts geworden. Das junge Mädchen hatte Pjatrok Bahazka geheiratet. Jachimouski hatte Pjatrok als Knecht genommen. Das Paar durfte die Vorratshütte neben dem Jachimouski-Hof beziehen. Später dann während der Entkulakisierung hatte sich der Bauer Jachimouski, einer uralten Schlachtafamilie entstammend, erhängt. Die beiden Bahazkas waren ins Bauernhaus eingezogen und hatten von der Sowjetmacht zwei Dessjatinen Land bekommen. Der karge, stellenweise versumpfte Boden, meistens aus Sand und Lehm bestehend, gab wenig her. Als es in Wysselki an die Gründung des ersten Kolchos ging, hatte sich Szepanida endlich nicht mehr gesträubt und war dem Aufruf des Wysselkier Kommunisten Nowik Nedesseka, inzwischen in Witebsk Lehrer und darauf Natschalnik geworden, gefolgt. Der Wysselkier Iwan Hushou hingegen, Hush gerufen, war gegen die Zwangskollektivierung  aufgetreten und hatte sich der Deportation als Kulak durch die Flucht entzogen. Szepanida, obwohl anfangs gegen die Kollektivierung, hatte sich für den ihrer Meinung von dem NKWD ungerecht behandelten Vorsitzenden des Dorfsowjets Ljawon eingesetzt.
Handlung
Die 50-jährige Szepanida sehnt sich nach den beiden Kindern, die sie gemeinsam mit Pjatrok hat. Die Tochter Fenka studiert in Minsk. Der Sohn Fedka hatte vor dem Kriege bei der Panzertruppe in Lettland gedient. Während des Krieges war der Kontakt zu den Kindern verlorengegangen. Eigentlich liebt der 60-jährige Pjatrok Bahazka seine Ruhe. Die wird empfindlich gestört, als im Herbst ein deutscher Bautrupp die nahegelegene zerbombte Brücke über das sumpfige Flüsschen Dserewjanka repariert und sich im Gehöft einquartiert. Pjatrok macht gute Miene zum bösen Spiel, als die Soldaten mit dem Deutsch sprechenden Wysselkier Lehrer Świętkowski im Gefolge anrücken. Szepanida fürchtet um ihre Kuh, das Ferkel und die Hühner. Zum Verstecken der Tiere ist es zu spät. Das Ehepaar muss das Haus für den Offizier des Bautrupps räumen und wieder in der Vorratshütte hausen. Die deutschen Soldaten schlagen auf dem Hof ein Zelt auf und nächtigen darin.
Als Szepanida ihre Kuh für die Deutschen nicht ausmelken will, verprügelt sie der Feldwebel mit der langen Kette an seiner Pistolentasche. Die Soldaten schütteln alle Antonowka-Äpfel – auch die halbreifen – vom Baum, schießen sich zwei der neun Hühner und zertrampeln die Beete mit den noch nicht abgeernteten Zwiebeln, Möhren, Roten Rüben und Samengurken. Szepanida weidet ihre Kuh und melkt sie ins Gras. Als die Kuh wenig später keine Milch gibt, erschießt der Feldwebel das Tier. Es wird von den Soldaten notgeschlachtet, in der Gulaschkanone gekocht und verzehrt. Szepanida versteckt ihr Ferkel in der nahegelegenen Schlucht in einem verlassenen Dachsbau. Der taubstumme Hirtenjunge Janka hilft ihr. In der darauffolgenden Nacht wirft Szepanida das leicht zugängliche Gewehr des deutschen Kochs in den Brunnen. Die Deutschen durchsuchen Haus und Hof vergeblich. Der halbwüchsige Janka wird als Übeltäter verdächtigt und erschossen. Hush, mit den Deutschen in Wysselki wieder aufgetaucht und in Wysselki als Polizist längst an der Macht, liegt mit seiner Vermutung richtig: Szepanida, von ihm als die Aktivistin beschimpft, habe sicherlich das Gewehr beiseite gebracht. In einem Kompetenzgerangel zwischen örtlicher Polizei und Wehrmacht – die Bahazkas sollen gleichzeitig für beide Parteien dringliche Arbeiten ausführen – steckt Hush vom Feldwebel widerspruchslos vor den Augen des Ehepaars Bahazka zwei Ohrfeigen ein. Pjatrok bekommt von dem Feldwebel einen schmerzhaften Stiefeltritt in den Hintern: An die Arbeit!
Pjatrok brennt für Hush heimlich Schnaps. Das Anbiedern gelingt ihm mit solchen Gefälligkeiten bei dem Polizisten letztendlich nicht. Hush kann es Pjatroks Frau, der „bolschewistischen Aktivistin“ und ihren „Kolchosniks, diesem Scheißpack“, nicht verzeihen, dass sie seinen Vater auf den Solowki-Inseln zugrunde gehen ließen. Als die Deutschen den Jachimouski-Hof geräumt haben, schlägt und verhaftet er Pjatrok. Szepanida will in Wysselki zu ihrem Mann vordringen. Das gelingt ihr nicht. Świętkowski, der am Polizeiquartier vorbeikommt, nennt ihr den Verhaftungsgrund auch nicht.
Szepanida sinnt auf Rache. In Wysselki bleibt kaum irgendetwas im Verborgenen. Szepanida weiß von einem Blindgänger neben der Brücke, den Karnila geholt und in seinem Anwesen versteckt aufbewahrt. Die Bombe tauscht sie gegen ihr Ferkel ein. Wie gesagt, in Wysselki gibt es kein richtiges Geheimnis. Nach dem Tausch wird Karnila von Hush verhaftet. Zwar verrät der Häftling den Tausch, behält aber den genauen Aufbewahrungsort der Bombe für sich. Hush und Świętkowski rücken im Jachimouski-Hof an. Szepanida verbarrikadiert sich und zündet in auswegloser Lage das alte Bauernhaus an; verbrennt sich mit ihm. Ihr letzter Gedanke, bevor ihre Kleidung Feuer fängt: Zwar gelang es mir nicht, die verhasste Brücke in die Luft zu sprengen, aber die Polizisten müssen fortan die Bombe fürchten.

## Wysselki
Im Gegensatz zu Wassil Bykaus früherer Prosa, in der fast durchweg versprengte, also vormals durch den deutschen Vorstoß eingekesselte Rotarmisten, in einer Partisaneneinheit neu formiert, gegen die Besatzer kämpfen, werden im Roman die Repressionen gegen belarussische Zivilisten Gegenstand. Noch nie im Leben, weder vom Vater noch von sonstwem, ist Szepanida geschlagen worden. Und hilflos muss die Bäuerin mitansehen, wie ihr überschaubarer Besitz zertrampelt wird. In Augenblicken der größten Demütigung teilt Wassil Bykau Gedanken der Gequälten mit: Szepanidas Sohn, der Panzersoldat Fedka wird kommen und die Soldateska bestrafen. Doch in Szepanidas Hoffnung mischt sich stets Zweifel. Lebt der Sohn überhaupt noch? Oder liegt er längst unter der Erde? Im Text dominiert die Unsicherheit des gequälten Ehepaares. Die Bewohner von Wysselki werden dargestellt als Spielbälle der schwierigen Zeitläufte. Neben Szepanida erscheint gerade noch Karnila als anständiger Einwohner. Zum Beispiel Nowik Nedessekas Bruder Antos, ein Familienvater, trägt die weiße Armbinde der mit den Deutschen kollaborierenden örtlichen Polizei. Antos leidet unter seiner Zugehörigkeit zur Polizei, lässt sich auf dem  Jachimouski-Hof von Szepanida bewirten und weist sie danach ab, als sie in der Not zu ihrem verhafteten Mann vordringen will. In dem Sinne ist Wassil Bykaus Roman keine Schwarz-weiß-Malerei. Vielmehr wird das Verhalten der Wysselkier Zivilisten in Kriegszeiten vielschichtig gezeichnet.

## Deutschsprachige Ausgaben
- Wassil Bykau: Zeichen des Unheils. Roman. Deutsch von Thomas Reschke. Belorussische Konsultation: Sonja Heyl. Verlag Volk und Welt. Berlin 1984 (1. Aufl., verwendete Ausgabe)